# Richard Chauchet
Richard Chauchet ook genaamd Chauchet-Bourgeois (Bouillon, 30 mei 1767 - 24 februari 1844) was een Belgisch senator.

## Levensloop
Chauchet was een zoon van de stadsarchitect van Bouillon Richard Chauchet en van Jeanne Ruir. Hij trouwde met Elisabeth Bourgeois. Hij was de grootvader van Jules Ozeray.
Hij promoveerde tot doctor in de rechten en werd in 1787 advocaat in Bouillon. In de Franse Tijd speelde hij volop een politieke rol. Hij werd commissaris van het uitvoerend bestuur in het kanton Bouillon en werd voorzitter van het centraal bestuur van het departement Ardennen in Charleville-Mézières. In 1799 werd hij lid van de Raad van Vijfhonderd voor het departement Ardennen. Van 1800 tot 1831 was hij ook nog notaris in Bouillon.
Onder het Verenigd Koninkrijk der Nederlanden was hij gemeenteraadslid van Bouillon (1815-1830) en onder het Belgisch koninkrijk was hij er schepen (1831-1835) en burgemeester (1836-1842).
In oktober 1831 werd hij verkozen tot liberaal senator voor het arrondissement Neufchâteau-Virton en vervulde dit mandaat tot in 1833.